# Max Busnelli
Max Busnelli, właśc. Massimiliano Busnelli (ur. 17 października 1980 w Toledo) – włoski kierowca wyścigowy.

## Kariera
Rozpoczął karierę w wyścigach samochodowych w 1996 roku od startów we  Włoskiej Formule Renault Cmapus, gdzie pięciokrotnie stawał na podium, w tym trzykrotnie na jego najwyższym stopniu. Zdobył tam mistrzowski tytuł. W późniejszych latach Włoch pojawiał się także w stawce Francuskiej Formuły Renault, Europejskiego Pucharu Formuły Renault, Włoskiej Formuły 3, Europejskiej Formuły 3000, 3000 Pro Series, F3000 International Masters, A1 Grand Prix, FIA GT Championship, Spanish GT Championship, International GT Open, Italian GT Championship, Włoskiego Pucharu Porsche Carrera oraz Światowego Pucharu Porsche Carrera.